# 웨인 엘링턴

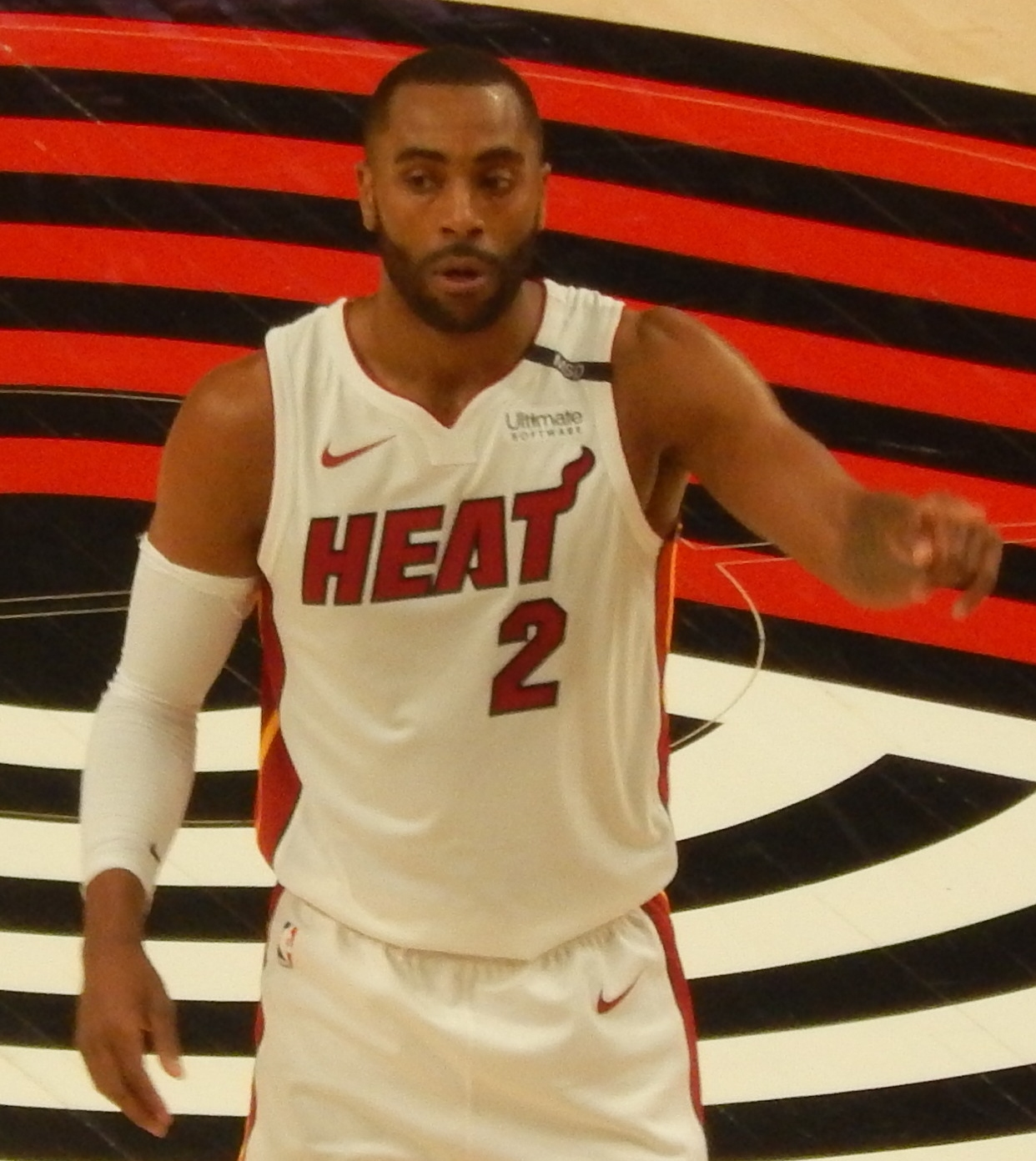

웨인 엘링턴(Wayne Ellington, 본명: 웨인 로버트 엘링턴 주니어, Wayne Robert Ellington Jr., 1987년 11월 29일 ~ )는 미국 프로 농구 코치이자 NBA(전미 농구 협회) 마이애미 히트의 선수 개발 코치였던 전직 선수이다. 슈팅 능력이 뛰어나 '황금 팔을 가진 사나이'라는 별명을 얻었다. 2006년부터 2009년까지 노스캐롤라이나 대학에서 뛰었다. 2009년 NBA 드래프트를 선언하기 위해 대학 자격의 마지막 시즌을 포기하기로 결정했으며 미네소타 팀버울브스에 의해 전체 28순위로 드래프트되었다.

## 프로 경력
- 미네소타 팀버울브스 (2009-2012)
- 멤피스 그리즐리스(2012~2013)
- 클리블랜드 캐벌리어스 (2013)
- 댈러스 매버릭스(2013~2014)
- 로스앤젤레스 레이커스(2014~2015)
- 브루클린 네츠(2015~2016)
- 마이애미 히트(2016~2019)
- 디트로이트 피스톤스 (2019)
- 뉴욕 닉스 (2019-2020)
- 피스톤스로 복귀(2020~2021)
- 레이커스로 복귀 (2021–2022)